# 公交車資優惠計劃
公交車資優惠計劃，是澳門特別行政區政府交通事務局於2008年7月1日所推出的公共巴士乘車費用補貼措施。以實報實銷方式，每程僅需付澳門幣0至4圓，餘額由政府資助。由2011年8月1日起，優惠計劃分「全民車資優惠計劃」、「學生車資優惠計劃」、「殘疾人士車資優惠計劃」及「長者車資優惠計劃」四種。而使用此優惠的乘客，要求是必須使用由澳門通股份有限公司發行的澳門通卡或澳門錢包可享受優惠；2023年8月11日起新增使用聚易用＋乘車碼，亦可享有車資優惠。

## 推出優惠計劃目的
因應澳門兩間巴士公司自1998年至2008年這十年內未有調整票價，多年虧損下至有加價壓力，交通事務局於2008年12月1日批准兩巴加價，但為繼續鼓勵居民使用公共巴士，提升巴士服務的吸引力，於是利用澳門通電子收費模式的優點，推出以實報實銷方式的乘車優惠，餘額由政府資助，讓居民實際可享受比調整票價前更優惠的車費。

## 政府支助金額
由2008年12月至2009年4月期間：
約有1600萬人次享用優惠，政府投入的資助金額約為2051萬元。
由2009年5月至2009年8月期間：
約有2411萬人次享用優惠，政府投入的資助金額約為3703萬元。
由2009年9月至2009年12月期間：
約有2600萬人次享用優惠，政府投入的資助金額約為3974萬元。
由2010年1月至2010年4月期間：
約有2500萬人次享用優惠，政府投入的資助金額約為4400萬元。

## 優惠內容

### 長者車資優惠計劃
「長者車資優惠計劃」於2008年7月1日正式推出，同時由2008年6月16日正式接受申請，凡為澳門特別行政區內年滿65歲之長者（需为澳门居民），可到澳門通股份有限公司門市申請個人化長者澳門通卡，首次申請的行政費用由特區政府支助。這個計劃目的在於替代一直沿用的長者巴士優惠月票，進而優化對長者乘搭巴士的資助。
使用個人化長者澳門通卡享受長者車資優惠計劃的人士，乘搭任何路線（免費服務除外），一律收費澳門幣0.3圓。2018年4月21日起，乘搭任何路線改為一律免費。

### 學生車資優惠計劃
「學生車資優惠計劃」於2008年10月15日正式推出，凡在澳門特別行政區內全日制學校（包含大專院校）就讀，可到澳門通股份有限公司門市申請個人化學生澳門通卡，首次申請的行政費用由特區政府支助。官方稱此計劃是為了「減輕學生的經濟負擔」。現優惠範圍為在澳門就讀的本地與非本地學生，以及在外地就讀的澳門居民學生。
使用個人化學生澳門通卡享受學生車資優惠計劃的人士，不論乘搭哪一條路線（免費服務除外），一律收費澳門幣1.5圓。此優惠已於2011年1月1日起，收費降至澳門幣1.0圓。2018年4月21日起，乘搭普通路線（免費服務除外），收費澳門幣1.5圓；乘搭快線，收費澳門幣2.0圓。

### 全民車資優惠計劃
「全民車資優惠計劃」於2008年12月1日正式推出，使用澳門通卡乘車的乘客便可享有全民乘車優惠，乘客實付車費約為原價的四折至六折，優惠給予包括澳門居民及遊客使用。2018年4月21日起，乘搭普通路線，收費澳門幣3.0圓；乘搭快線，收費澳門幣4.0圓。
2019年6月7日，手機應用程式二維碼支付巴士車資服務正式啟用。使用澳門錢包乘車碼刷碼乘車之乘客，比照澳門通全民卡乘車優惠。乘搭普通路線，收費澳門幣3.0圓；乘搭快線，收費澳門幣4.0圓。
為有效配合COVID-19澳門疫情防疫工作，更好地追踪與確診患者有公共巴士同乘軌跡之乘客，由2021年12月11日起，如欲使用澳門通全民卡享有此乘車優惠，必須實名登記（須提供持卡人姓名及流動電話號碼）及拍卡激活，方可繼續享有乘車優惠，否則須繳付劃一收費澳門幣6.0圓。澳門錢包乘車碼、學生卡、長者卡、殘疾卡、自動加值卡及第三期消費卡（至2021年12月31日止）由於已實名，毋須另行登記及拍卡激活。相關計劃鑑於COVID-19澳門疫情防疫政策調整，於2023年2月10日起正式終止，並恢復所有澳門通全民卡享有的乘車優惠，並於同年5月10日銷毀所有在「巴士實名登記計劃」登記的個人資料。
2023年8月8日，政府公報刊登第122/2023號行政長官批示，修訂有關巴士車資支付方式的條文。澳門各金融機構客戶自8月11日起以“聚易用＋” 任一支付工具所生成的“乘車碼”支付巴士車資，均可享現有的巴士車資及轉乘優惠（長者、殘疾及學生優惠除外）。另外，交通事務局亦核准以已綁定澳門金融機構銀聯卡的銀聯“雲閃付”App所生成的銀聯制式“乘車碼”作為支付車資的電子方式。

### 殘疾人士車資優惠計劃
「殘疾人士車資優惠計劃」於2011年7月1日起正式實施，並於6月1日正式接受申請，凡為澳門特別行政區內64歲或以下，並持有效「殘疾評估登記證」之殘疾人士，可到澳門通股份有限公司門市申請個人化殘疾人士澳門通卡，首次申請的行政費用由特區政府支助。
使用個人化殘疾人士澳門通卡享受殘疾人士車資優惠計劃的人士，乘搭任何路線（免費服務除外）一律收費澳門幣0.3圓。2018年4月21日起，乘搭任何路線改為一律免費。

### 車資優惠計劃列表
目前實施的車資優惠︰
| 路線類型 | 現金 | 境外支付工具          | 境外支付工具            | 境外支付工具            | 境外支付工具                  | 澳門通 | 澳門通 | 澳門通 | 澳門通 | 聚易用＋ |
| 路線類型 | 現金 | 支付寶 （內地及香港） | 雲閃付 非綁定澳門銀聯卡 | 微信支付 （內地及香港） | 交通聯合 非澳門發行的全國通卡 | 普通卡 | 學生卡 | 長者卡 | 殘疾卡 | 聚易用＋ |
| -------- | ---- | --------------------- | ----------------------- | ----------------------- | ----------------------------- | ------ | ------ | ------ | ------ | -------- |
| 一般路線 | $6.0 | $6.0                  | $6.0                    | $6.0                    | $6.0                          | $3.0   | $1.5   | 免費   | 免費   | $3.0     |
| 快線     | $6.0 | $6.0                  | $6.0                    | $6.0                    | $6.0                          | $4.0   | $2.0   | 免費   | 免費   | $4.0     |

2024年4月24日之前實施的車資優惠
| 路線類型 | 現金 | 澳門通 | 澳門通 | 澳門通 | 澳門通 | 聚易用＋ |
| 路線類型 | 現金 | 普通卡 | 學生卡 | 長者卡 | 殘疾卡 | 聚易用＋ |
| -------- | ---- | ------ | ------ | ------ | ------ | -------- |
| 一般路線 | $6.0 | $3.0   | $1.5   | 免費   | 免費   | $3.0     |
| 快線     | $6.0 | $4.0   | $2.0   | 免費   | 免費   | $4.0     |

2023年8月10日之前實施的車資優惠︰
| 路線類型 | 現金 | 澳門通 | 澳門通         | 澳門通 | 澳門通 | 澳門通 |
| 路線類型 | 現金 | 普通卡 | 澳門錢包乘車碼 | 學生卡 | 長者卡 | 殘疾卡 |
| -------- | ---- | ------ | -------------- | ------ | ------ | ------ |
| 一般路線 | $6.0 | $3.0   | $3.0           | $1.5   | 免費   | 免費   |
| 快線     | $6.0 | $4.0   | $4.0           | $2.0   | 免費   | 免費   |

2021年12月11日至2023年2月9日期間實施的車資優惠︰
| 路線類型 | 現金 | 澳門通 | 澳門通 | 澳門通         | 澳門通 | 澳門通 | 澳門通 |
| 路線類型 | 現金 | 普通卡 | 普通卡 | 澳門錢包乘車碼 | 學生卡 | 長者卡 | 殘疾卡 |
| 路線類型 | 現金 | 未實名 | 已實名 | 澳門錢包乘車碼 | 學生卡 | 長者卡 | 殘疾卡 |
| -------- | ---- | ------ | ------ | -------------- | ------ | ------ | ------ |
| 一般路線 | $6.0 | $6.0   | $3.0   | $3.0           | $1.5   | 免費   | 免費   |
| 快線     | $6.0 | $6.0   | $4.0   | $4.0           | $2.0   | 免費   | 免費   |

2020年8月18日下午3時前實施的車資優惠︰
| 路線類型     | 現金 | 澳門通 | 澳門通         | 澳門通 | 澳門通 | 澳門通 |
| 路線類型     | 現金 | 普通卡 | 澳門錢包乘車碼 | 學生卡 | 長者卡 | 殘疾卡 |
| ------------ | ---- | ------ | -------------- | ------ | ------ | ------ |
| 一般路線     | $6.0 | $3.0   | $3.0           | $1.5   | 免費   | 免費   |
| 快線         | $6.0 | $4.0   | $4.0           | $2.0   | 免費   | 免費   |
| 蓮花口岸專線 | $6.0 | $6.0   | $6.0           | $6.0   | $6.0   | $6.0   |

2018年4月21日之前實施的車資優惠︰
| 路線類型                                 | 現金 | 澳門通 | 澳門通 | 澳門通 | 澳門通 |
| 路線類型                                 | 現金 | 普通卡 | 學生卡 | 長者卡 | 殘疾卡 |
| ---------------------------------------- | ---- | ------ | ------ | ------ | ------ |
| 澳門半島內                               | $3.2 | $2.0   | $1.0   | $0.3   | $0.3   |
| 澳門半島↔氹仔                            | $4.2 | $2.5   | $1.0   | $0.3   | $0.3   |
| 澳門半島↔路環市區                        | $5.0 | $3.0   | $1.0   | $0.3   | $0.3   |
| 澳門半島↔黑沙海灘                        | $6.4 | $3.0   | $1.0   | $0.3   | $0.3   |
| 氹仔區內 （包括氹仔市區↔澳門機場）       | $2.8 | $2.0   | $1.0   | $0.3   | $0.3   |
| 路環區內 （包括路環市區↔黑沙海灘／九澳） | $2.8 | $2.0   | $1.0   | $0.3   | $0.3   |
| 氹仔↔路環市區                            | $3.2 | $2.5   | $1.0   | $0.3   | $0.3   |
| 氹仔↔路環／黑沙海灘／九澳                | $3.6 | $2.5   | $1.0   | $0.3   | $0.3   |
| 蓮花口岸專線                             | $5.0 | $5.0   | $5.0   | $5.0   | $5.0   |

## 批評及爭議

### 首日出現扣錯數
2008年12月1日，公交車資優惠及公共巴士新收費實施首日，因「澳門通」之收費系統的參數設置出現問題，共有10輛巴士出現多扣及錯扣等輕微故障，澳門通及巴士公司在收到乘客投訴後即時作出檢測並即時作出糾正措施，事件亦通報交通事務局。
事後，澳門通經統計受影響交易共有395次。澳門通亦表示對受影響之澳門通卡持卡人可到門市核實後，可獲即時退款並將贈送澳門幣10圓加值額。

### 缺乏競爭
澳門立法會議員吳國昌指車資優惠計劃有利益輸送之嫌，批評經營相關電子收費服務安排未有公開公平競爭，促使所有須享受政府補貼的乘客都被迫要成為現巴士公司電子收費系統的客戶，讓該系統發展在無需面對競爭之下，借助政府補貼，發展成商機無限的龐大存款增值服務網絡營。

### 外地升學澳生不滿無車資優惠
有在外地升學的澳門學生。不滿學生車資優惠只適用於在澳門讀書的全日制大中小學生，甚至由外地來澳門就讀大學的非澳門居民都可享受。反之出外讀書的澳門學生，不能享受優惠。認為同為澳門居民，有不同待遇，於理不合。

### 學生優惠凌晨適用有違優惠原意
有意見指政府向本澳所有學生提供車費優惠，但在凌晨仍有學生用學生卡乘坐夜間巴士，政府變相間接鼓勵學生遊夜街，很可能引申社會治安問題。